# Barbara Tucker
Pour les articles homonymes, voir Tucker.
Barbara Tucker, née le 19 mars 1967 à Brooklyn, est une chanteuse, compositrice et chorégraphe américaine.

## Biographie
Elle a fait partie du groupe House Divas.
Tucker a réussi à placer de suite six titres à la première place du Hot Dance Club Songs dans les années 1990 et 2000.

## Discographie

### Albums
- Love Vibrations (2006)

### Singles
- Beautiful People (1994)
- I Get Lifted (1994)
- Stay Together (1995)
- Keep on Lovin'You (1996)
- Bring You Love (1997)
- Everybody Dance (The Horn Song) (1998)
- Stop Playing With My Mind (2000) (featuring Darryl D'Bonneau)
- Love's On Time (2001)
- Let Me Be (2003)
- You Want Me Back (2005)
- Most Precious Love (2005) (en featuring de Blaze ; remixé par les Freemasons en 2006)
- Love Vibrations (2007)
- One (2008) (avec Peter Luts)
- Care Free (2008)
- Feelin' like a Superstar (2009)

### Collaborations (non exhaustif)
- Give Me Something (2002) de David Guetta (album Just a Little More Love)
- Anticipation (2009) de David Vendetta